# 西里西亞方言
西里西亞語（德語：Schlesisch），是中東歐德語中的一種方言，主要在西里西亞及蘇台德地區為人們使用。在絕大部份生活在西里西亞和蘇臺德地區持德語的居民被迫離開他們的家園以及波蘭領土西移後，只有少部份在上西里西亞的居民和極少數在下西里西亞的居民仍在說西里西亞語。

## 概況、分佈地區、特點
1945年時西裡西亞方言大約有七百萬人使用，主要分佈在前普魯士西裡西亞省。